# Nachthorn
Nachthorn (franska: Cor de nuit) är en orgelstämma inom flöjtstämmor som är (8´), 4´, 2´ eller 1´. Den tillhör kategorin labialstämmor och är öppen cylindrisk. Nachthorn har lägre tennhalt (omkring 30–40 %) och är orgelns vidaste stämma. Klangen är mjuk och mycket bärig.

## Cor de nuit
På franska heter stämman Cor de nuit. Stämman är då täckt och har en svag klang.